# Nippon Ishin no Kai (2012–2014)
Nippon Ishin no Kai (jap. 日本維新の会, dt. etwa „Versammlung zur Erneuerung Japans“ – in deutschsprachigen Medien oft als „Japans Wiedergeburt“ sowie unter anderem als „Partei der Restauration Japans“, als „Partei zur Wiederherstellung Japans“ – engl. Japan Restoration Party) war eine politische Partei in Japan. Sie wurde im September 2012 von der Regionalpartei Ōsaka Ishin no Kai von Tōru Hashimoto, ehemaliger Gouverneur von Osaka und amtierender Bürgermeister der Stadt Osaka, zusammen mit Abgeordneten im nationalen Parlament gegründet und bestand bis 2014, als sie sich zunächst spaltete und die Rumpfpartei um Hashimoto sich dann mit der Yui no Tō von Kenji Eda zur Ishin no Tō zusammenschloss.

## Geschichte
Im November 2012 trat die Taiyō no Tō („Partei der Sonne“, engl. „Sonnenaufgangspartei“) von Shintarō Ishihara und Takeo Hiranuma für die bevorstehende Shūgiin-Wahl 2012 der Nippon Ishin no Kai bei. Nach dem Zusammenschluss übernahm Ishihara den Parteivorsitz, Hashimoto den stellvertretenden Vorsitz (daihyō daikō) und Takeo Hiranuma den Vorsitz der Generalversammlung der Abgeordneten aus den beiden Kammern des nationalen Parlaments (Kokkai giin-dan daiyhō). Gleichzeitig gab sie für die bevorstehende Wahl 47 Kandidaten bekannt, will aber weitere nominieren. Ishihara soll nur im Verhältniswahlblock Tokio, nicht in einem Einzelwahlkreis kandidieren. Die Partei konnte noch vor der Wahl eine eigene Fraktion bilden, da neun Abgeordnete von anderen Parteien zu ihr überliefen.
Die Ausrichtung der Partei ist nationalistisch, sie wird als populistisch und als Protestpartei charakterisiert. Die Position zu wichtigen politische Fragen ist parteiintern umstritten. Während Hashimoto für den Atomausstieg, Regionalisierung, Freihandel und Steuererhöhungen eintritt, setzte Ishihara bislang auf Weiternutzung der Kernenergie, wirtschaftlichen Protektionismus und niedrigere Steuern.
Die Shūgiin-Wahl 2012 endete mit gemischtem Erfolg: Von den 300 Wahlkreismandaten gewann die Ishin no Kai mit landesweit weniger als 12 % der Stimmen nur 14, davon zwölf in der Präfektur Osaka und keines in der Präfektur Tokio. Sehr erfolgreich war die Wahl für die 180 Verhältniswahlsitze, dort wurde die Ishin no Kai mit rund 20 % der Stimmen zweitstärkste Partei und gewann 40 Sitze.
Seit Januar 2013 teilen sich Ishihara und Hashimoto als Kovorsitzende (kyōdō-daihyō) den Parteivorsitz.
Für die Sangiin-Wahl 2013 wollte die Partei enger mit der Minna no Tō zusammenarbeiten – bei der Shūgiin-Wahl 2012 hatten die Parteien viele ihrer Kandidaten gegenseitig unterstützt, traten aber mancherorts auch gegeneinander an. Nach den Äußerungen Tōru Hashimotos im Mai 2013 über die Zwangsprostitution für das Militär im Pazifikkrieg („Trostfrauen“) kündigte die Minna no Tō die Kooperationspläne auf. Am 21. Mai 2013 wurde der Shugiin-Abgeordnete Shingo Nishimura aufgrund seiner Äußerung, dass es „Schwärme von südkoreanischen Prostituierten in Japan“ gäbe aus der Partei ausgeschlossen.
Ab April 2014 verhandelte die Ishin no Kai mit der von der Minna no Tō abgespaltenen Yui no Tō über einen möglichen Zusammenschluss, im Sangiin formierten die beiden Parteien eine Fraktionsgemeinschaft. Einem Zusammenschluss im Weg stand zunächst die Ishin-Forderung nach einer Änderung der Nachkriegsverfassung, während die Yui no Tō sich als Gegner einer weitreichenden Verfassungsänderung positioniert. Hashimoto und seine Anhänger strebten dennoch einen Zusammenschluss der Parteien an, während Ishihara eine völlig neue „selbstbestimmte Verfassung“ (jishu kenpō, im Gegensatz zur unter MacArthur „fremdbestimmten“ Nachkriegsverfassung) fordert und nicht zu Zugeständnissen in dieser Frage bereit war. Im Mai 2014 verständigten sich Hashimoto und Ishihara auf eine Spaltung der Nippon Ishin no Kai. Voraussichtlich werden sich Ishiharas Partei mehr als 20 Ishin-Abgeordnete aus beiden Kammern anschließen, während vor allem die Abgeordneten aus Osaka in Hashimotos Partei verbleiben, um dann einen raschen Zusammenschluss mit der Yui no Tō anzustreben. Im Shūgiin formierten sich im Juli 2014 die Ishihara-Anhänger als Fraktion Jisedai no Tō („Partei der nächsten Generation[en]“), Partei und Fraktion im Sangiin wurden unter gleichem Namen im August 2014 gegründet. Insgesamt schlossen sich der Jisedai no Tō 22 Abgeordnete an, zwei verließen die Partei, die verbliebenen 38 Abgeordneten gründeten die Nippon Ishin no Kai unter Hashimotos Vorsitz formal neu. Hashimotos (Rumpf-)Partei vollzog den Zusammenschluss mit der Yui no Tō zur Ishin no Tō im September 2014.

## Wahlergebnisse

### National
| Jahr               | Unterhauswahlergebnisse | Unterhauswahlergebnisse | Unterhauswahlergebnisse | Unterhauswahlergebnisse | Unterhauswahlergebnisse | Unterhauswahlergebnisse | Oberhauswahlergebnisse | Oberhauswahlergebnisse | Oberhauswahlergebnisse | Oberhauswahlergebnisse | Oberhauswahlergebnisse | Oberhauswahlergebnisse | Oberhaus- zusammensetzung |
| Jahr               | Kandidaten              | Direktwahl              | Direktwahl              | Verhältniswahl          | Verhältniswahl          | Mandate gesamt          | Kandidaten             | Direktwahl             | Direktwahl             | Verhältniswahl         | Verhältniswahl         | Mandate gesamt         | Oberhaus- zusammensetzung |
| Jahr               | Kandidaten              | Stimmenanteil           | Mandate                 | Stimmenanteil           | Mandate                 | Mandate gesamt          | Kandidaten             | Stimmenanteil          | Mandate                | Stimmenanteil          | Mandate                | Mandate gesamt         | Oberhaus- zusammensetzung |
| ------------------ | ----------------------- | ----------------------- | ----------------------- | ----------------------- | ----------------------- | ----------------------- | ---------------------- | ---------------------- | ---------------------- | ---------------------- | ---------------------- | ---------------------- | ------------------------- |
| Bei Parteigründung | Bei Parteigründung      | Bei Parteigründung      | Bei Parteigründung      | Bei Parteigründung      | Bei Parteigründung      | 3/480                   |                        |                        |                        |                        |                        |                        | 4/242                     |
| 2012               | 172                     | 11,6 %                  | 14/300                  | 20,3 %                  | 40/180                  | 54/480                  |                        |                        |                        |                        |                        |                        |                           |
| 2013               |                         |                         |                         |                         |                         |                         | 44                     | 7,2 %                  | 2/73                   | 11,9 %                 | 6/48                   | 8/121                  | 9/242                     |

Von den (Stand: August 2013) 62 Abgeordneten der Ishin no Kai im nationalen Parlament gehörten die Mehrheit vor der Parteigründung der Taiyō no Tō, der Ōsaka Ishin no Kai oder keiner etablierten Partei an; acht sind vormalige Liberaldemokraten (ohne ehemalige LDP-Mitglieder, die vor der Parteigründung zu DPJ/Minna/Taiyō/Ōsaka Ishin übergetreten waren), sieben vormalige Demokraten, fünf ehemalige Mitglieder der Minna no Tō.

### Präfekturen
Die erste Präfekturparlamentswahl, die die Nippon Ishin no Kai bestritt, war die Wahl in Tokio im Juni 2013: Ihre 34 Kandidaten erhielten insgesamt 8,3 % der Stimmen und errangen zwei der 127 Sitze – einen weniger als vor der Wahl.